# Ołena Mazurenko
Ołena Pawliwna Mazurenko, ukr. Олена Павлівна Мазуренко (ur. 24 października 1969 w Kijowie, Ukraińska SRR) – ukraińska piłkarka, grająca na pozycji obrońcy, reprezentantka Ukrainy.

## Kariera piłkarska

### Kariera klubowa
W 1989 po ukończeniu Technikum Budowlanego dołączyła do klubu Dynamo Kijów, gdzie została podstawową zawodniczką zespołu. Po tym jak w końcu 1994 klub został rozwiązany, przez pewien czas trenowała się w klubie Alina Kijów. W 1995 podpisała kontrakt z rosyjską Eniergiją Woroneż. W 1996 powróciła do Ukrainy, gdzie przez 4 sezony broniła barw Donczanki Donieck. W 1999 po tym jak klub nie wykonywał obowiązki finansowe, zawodniczka opuściła klub i wyjechała znów do Rosji, gdzie została zawodniczką WDW Riazań. W 2000 podpisała kontrakt z niemieckim klubem FC Nürnberg. W 2012 w wieku 42 lat zakończyła karierę piłkarską.

### Kariera reprezentacyjna
W reprezentacji Ukrainy zadebiutowała 30 czerwca 1992 w meczu przeciwko Mołdawii. Jako najbardziej doświadczona piłkarka pełniła funkcję kapitana drużyny.

## Sukcesy i odznaczenia

### Sukcesy klubowe
- mistrz Ukrainy: 1992, 1996, 1999
- mistrz Rosji: 1995
- zdobywca Pucharu Ukrainy: 1996, 1998, 1999
- zdobywca Pucharu Rosji: 1995

### Sukcesy reprezentacyjne
- uczestniczka Mistrzostw Europy w Piłce Nożnej Kobiet 2009.

### Sukcesy indywidualne
- rekordzista w ilości występów w reprezentacji Ukrainy: powyżej 90